# Andrew Tennant
Pour les articles homonymes, voir Tennant.

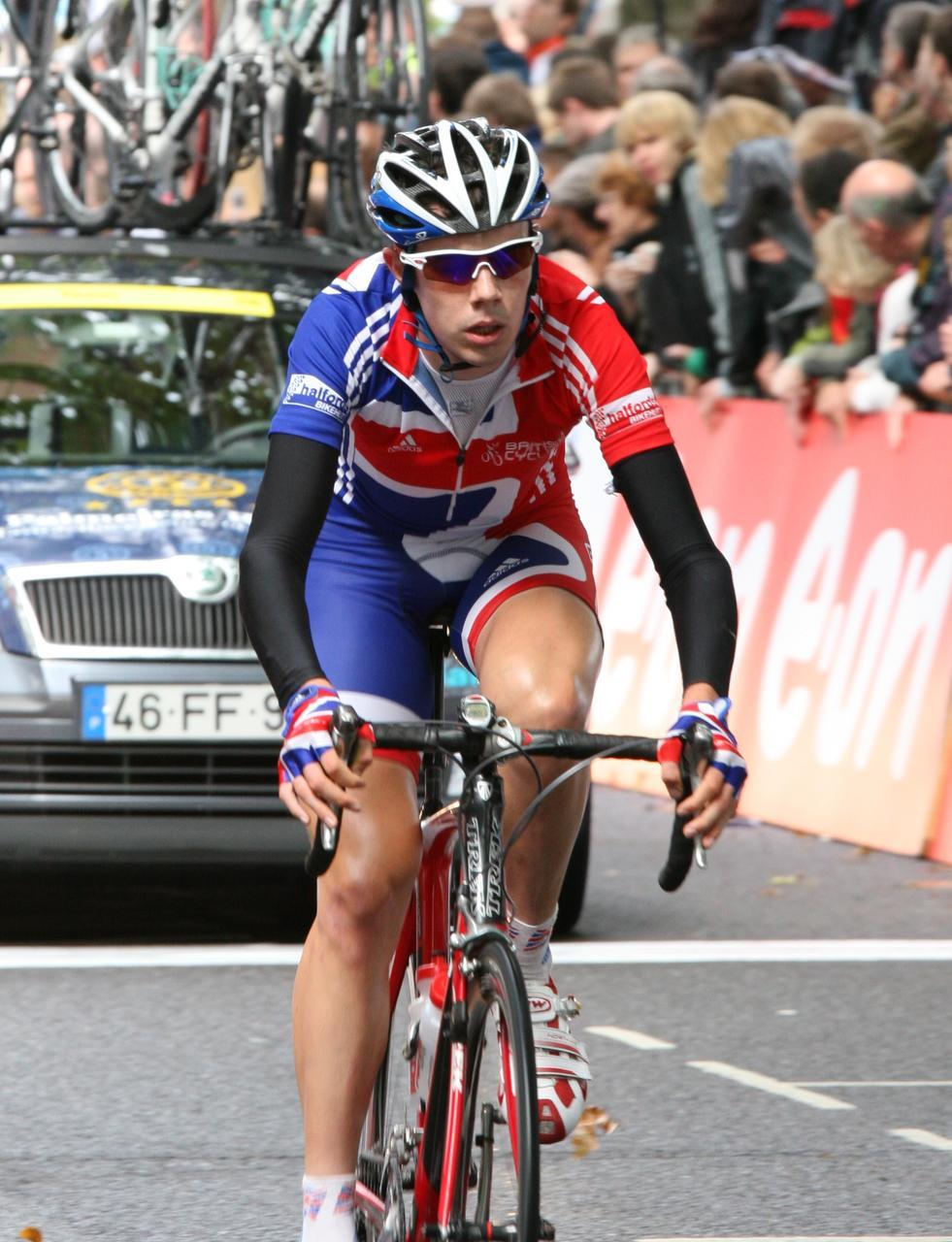
Lors du Tour de Grande-Bretagne 2008.

Andrew Tennant (né le 9 mars 1987 à Wolverhampton) est un coureur cycliste britannique. Son palmarès comprend plusieurs titres de champion d'Europe de cyclisme sur piste.

## Biographie
En 2015, il intègre l'équipe continentale créée par Bradley Wiggins pour préparer les Jeux olympiques de Rio. Au printemps, il s'impose au Luxembourg lors de la seconde étape de la Flèche du Sud. En fin de saison, il gagne un nouveau titre de champion d'Europe de poursuite par équipes associé à Bradley Wiggins, Owain Doull et Jonathan Dibben.

## Palmarès sur piste

### Championnats du monde
- Ballerup 2010
  -  Médaillé d'argent de la poursuite par équipes
- Apeldoorn 2011
  -  Médaillé de bronze de la poursuite par équipes
- Minsk 2013
  -  Médaillé d'argent de la poursuite par équipes
- Saint-Quentin-en-Yvelines 2015
  -  Médaillé d'argent de la poursuite par équipes
  - 5e de la poursuite individuelle
- Londres 2016
  -  Médaillé de bronze de la poursuite individuelle
- Hong Kong 2017
  - 14e de la poursuite individuelle[1]

### Championnats du monde juniors
- Vienne 2005
  -  Champion du monde de poursuite juniors
  -  Médaillé d'argent de la poursuite par équipes juniors

### Coupe du monde
- 2005-2006
  - 3e de la poursuite par équipes à Sydney
- 2006-2007
  - 3e de la poursuite par équipes à Manchester
- 2009-2010
  - 1er de la poursuite par équipes à Manchester (avec Edward Clancy, Steven Burke et Geraint Thomas)
  - 2e de la poursuite par équipes à Melbourne
- 2010-2011
  - 3e de la poursuite par équipes à Melbourne
- 2013-2014
  - 1er de la poursuite par équipes à Manchester (avec Owain Doull, Edward Clancy et Steven Burke)
- 2014-2015
  - 1er de la poursuite par équipes à Londres (avec Owain Doull, Mark Christian et Steven Burke)
  - 2e de la poursuite par équipes à Guadalajara
- 2016-2017
  - 1er de la poursuite par équipes à Glasgow (avec Mark Stewart, Kian Emadi, Oliver Wood et Matthew Bostock)

### Jeux du Commonwealth
- Glasgow 2014
  -  Médaillé d'argent de la poursuite par équipes

### Championnats d'Europe
| Édition / Épreuve | Poursuite individuelle | Poursuite par équipes                                                                   |
| 2005 (juniors)    |                        | Or (avec Steven Burke, Ian Stannard et Ross Sander)                                     |
| 2006 (espoirs)    |                        | Or (avec Edward Clancy, Ian Stannard et Geraint Thomas)                                 |
| 2008 (espoirs)    |                        | Or (avec Steven Burke, Peter Kennaugh et Mark McNally)                                  |
| Pruszków 2010     |                        | Or (avec Steven Burke, Edward Clancy et Jason Queally)                                  |
| Apeldoorn 2013    |                        | Or (avec Edward Clancy, Owain Doull et Steven Burke)                                    |
| Baie-Mahault 2014 | Or                     | Or (avec Edward Clancy, Owain Doull et Jonathan Dibben)                                 |
| Granges 2015      |                        | Or (avec Bradley Wiggins, Owain Doull, Jonathan Dibben, Steven Burke et Matthew Gibson) |

### Championnats nationaux
- 2005
  -  Champion de Grande-Bretagne de poursuite juniors
- 2007
  -  Champion de Grande-Bretagne de poursuite par équipes (avec Russell Hampton, Jonathan Bellis et Steven Burke)
- 2009
  - 2e du championnat de Grande-Bretagne de poursuite
  - 2e du championnat de Grande-Bretagne de course aux points
- 2014
  -  Champion de Grande-Bretagne de poursuite
  -  Champion de Grande-Bretagne de l'américaine (avec Oliver Wood)
- 2015
  -  Champion de Grande-Bretagne de poursuite
- 2018
  - 3e du championnat de Grande-Bretagne de poursuite

### Autres compétitions
- 2015-2016
  - 2e de la poursuite à Cali

## Palmarès sur route

### Par années
- 2003
  - 2e du championnat de Grande-Bretagne sur route cadets
- 2006
  - 3e de la Flèche du Sud
- 2009
  - Tour of the Reservoir
  - 2e du championnat de Grande-Bretagne du contre-la-montre espoirs
- 2011
  - Richmond Grand Prix
  - 2e de l'Eddie Soens Memorial
- 2015
  - 2e étape de la Flèche du Sud
- 2018
  - 2e du Lincoln Grand Prix
- 2019
  - 3e du Lincoln Grand Prix

### Classements mondiaux
| Année           | 2006 | 2007 | 2008 | 2009   | 2010   | 2011 | 2012 | 2013 | 2014 | 2015 | 2016   |
| --------------- | ---- | ---- | ---- | ------ | ------ | ---- | ---- | ---- | ---- | ---- | ------ |
| UCI Europe Tour | 723e | nc   | 959e | 1 036e | 1 064e |      |      |      |      | 923e | 1 827e |